# Mysteriereligion
 Ikke at forveksle med Mystik.
Mysteriereligion el. mysteriekult er en samlebetegnelse for religioner, hvis centrale ritualer er hemmelige, og som kun må kendes af de indviede i den pågældende religion. Myter, trosforestillinger og teologi derimod er i det fleste tilfælde frit tilgængelige også for udenforstående. Navnet mysterie stammer fra det græske ord μυστήριον mystêrion (pl. mystêria), som betyder "hemmelighed".
Betegnelsen bruges i de fleste tilfælde om kulte i det antikke Grækenland og om en række orientalske religioner, der vandt stor popularitet den hellenistisk-romerske verden. Mysteriereligioner er ikke en ensartet gruppe, men dækker over mange meget forskellige religioner, der alle i større eller mindre grad lægger vægt på hemmeligheder. Et andet fællestræk var at de alle var individsorienterede religioner, der lovede den enkelte frelse gennem indvielse og deltagelse i kultens ritualer, hvis man i øvrigt aldrig afslørede kultens hemmelighed for de uindviede.

## Mysteriereligion
En af de mest berømte antikke mysteriereligioner var de eleusinske mysterier, som især byggede på myten om Kore, der blev bortført af Hades til underverdnen, men som blev reddet af sin mor frugtbarhedsgudinden Demeter. Myten fortæller at Demeter derefter indstiftede kulten i Eleusis, hvor hun fik sin datter tilbage. Af andre mysteriereligioner fik især Isiskulten, som oprindeligt stammede fra Egypten, stor udbredelse. Andre populære kulte var Attis- og Kybelekulten og Mithraskulten.
Mysteriereligioner var udsprunget fra forskellige traditionelle religioner, men i modsætning til disse interesserede mysteriekulterne sig primært for frelse i det hinsides. De havde den største tiltrækningskraft på bymenneskene og soldaterne i Romerriget, disse kunne ikke længere finde tryghed i de traditionelle slægtssamfund med religionen som et samfundsanliggende og måtte derfor ty til andre religionsformer. I mysteriereligionerne fandt de så fællesskab og tryghed.

## Religiøs praksis
Kernen i mysteriereligionen var selve hemmeligheden, som kun blev røbet til de personer, som lod sig indvie. Denne indvielse indebar også et løfte om aldrig at afsløre hemmeligheden, den såkaldte arkandisciplin, mange elementer i mysteriereligionerne er derfor ukendte i dag. I den berømte roman af Apulejus fra Madaura, Det gyldne æsel (Asinus aureus) el. Forvandlinger (Metamophorsis) bliver dele af indvielsesritualet til Isiskulten dog beskrevet, romanen er derfor en af de vigtigste kilder denne type religion.
Ikke alle dele af mysteriereligionerne var dog hemmelige, ofte fandtes der et såkaldt syntema, der var en sammenfatning af temaer, der indgik i indvielsen. Centrale myter og forestillinger var ligeledes frit tilgængelige. De fleste mysteriereligioner var missionerende, og det var derfor nødvendigt at nye og potentielle initiander kendte baggrunden for den religion de skulle træde ind i.
Karakteristisk for mysteriekulterne var et overgangsritual, ofte en dåb og et fællesmåltid, hvormed en persons gamle symbolsk begravedes og et nyt, indviet menneske opstod. Indvielsen i hemmeligheden skulle sikre frelsen for den enkelte, og dermed adskilte denne type sig fra oldtidens traditionelle religioner ved at være meget indivualistisk orienterede, hvor de traditionelle lagde vægten på kollektivet.
Myserierne/hemmelighederne var dog ikke kun begrænset til de religioner, som normalt betegnes som mysteriereligioner, i disse var hemmeligheden bare det helt centrale. I mange andre af de religioner, der blomstrede i den hellenistisk-romerske periode indgik hemmeligheder som et element i den rituelle praksis, fx forekommer der et sprogbrug, der har en mysterium-karaktér i flere af de ældste kristne tekster.